# Odumasi Krobo
Odumase Krobo, ook gespeld als Osumaase en Odumasi en omgekeerd geschreven als Krobo Odumase, is een plaats in Ghana. Het is sinds 1892 de hoofdstad van het district Manya Krobo in de regio Eastern.
Aan het eind van september vindt er jaarlijks het Nmayem-festival plaats. De plaats stad bekend om de productie van glazen kralen en hield dit kader het First Ghana International Beads Festival in augustus 2009.

## Geboren
- Tetteh Adzedu (1949), modeontwerper
- Thomas Partey (13 juni 1993), voetballer